# Меропенем
Меропенем — синтетичний антибіотик з групи карбапенемів для парентерального застосування. Меропенем був розроблений японською компанією Dainippon Sumitomo Pharma у 80-х роках минулого століття, уперше почав застосовуватися в Італії у 1994 році, та отримав схвалення FDA у 1996 році.

## Фармакологічні властивості
Меропенем — синтетичний антибіотик з групи карбапенемів широкого спектра дії. Препарат діє бактерицидно, порушуючи синтез клітинної стінки бактерій. До меропенему чутливі більшість грампозитивних та грамнегативних бактерій: стрептококи, стафілококи, шиґели, сальмонелли, нейсерії, лістерії, клебсієли, Corynebacterium diphtheriae, Acinetobacter spp., Escherichia spp., Serratia spp., Brucella spp., Bordetella spp., Campylobacter spp., Citrobacter spp., Enterobacter spp., Haemophilus spp., Helicobacter pylori, Proteus spp., Pseudomonas spp., Vibrio spp., Yersinia enterocolitica, а також більшість анаеробних бактерій, включно з клостридіями. Меропенем стійкий до дії плазмідних бета-лактамаз I и III типів, що виробляються більшістю грамнегативних бактерій, але нестійкий до дії хромосомних метало-бета-лактамаз Stenotrophomonas maltophilia та Flavobacterium. Нечутливими до меропенему є метицилінрезистентні стафілококи, Stenotrophomonas maltophilia, Enterococcus faecium.

### Фармакодинаміка
Після внутрішньовенного введення меропенем швидко розподіляється в організмі, біодоступність препарату складає 100%. Меропенем погано зв'язується з білками плазми крові. Меропенем досягає високих концентрацій в усіх тканинах та рідинах організму. Максимальна концентрація в крові досягається протягом 30-90 хвилин після введення. Препарат добре проникає через гематоенцефалічний бар'єр. Меропенем проникає через плацентарний бар'єр, виділяється в грудне молоко. Препарат метаболізується в печінці в незначній кількості. Виділяється меропенем з організму нирками в незміненому вигляді. Період напіввиведення антибіотика становить 1 годину, при нирковій недостатності цей час може зростати

## Показання до застосування
Меропенем застосовується при інфекціях, викликаних чутливими до препарату мікроорганізмами: пневмонії (включно з госпітальними), інші захворювання дихальної системи (включно муковісцидоз), інфекції сечовидільних шляхів, інтраабдомінальні та гінекологічні інфекції, менінгіт, інфекції шкіри та м'яких тканин, септицемія, інфекії на фоні нейтропенії.

## Побічна дія
При застосуванні меропенему можливі наступні побічні ефекти:
- Алергічні реакції — часто (1—10%) висипання на шкірі, свербіж шкіри; із невідомою частотою кропив'янка, набряк Квінке, синдром Стівенса-Джонсона, синдром Лаєлла, анафілактичний шок.
- З боку травної системи — часто (1—10%) нудота, блювання, біль в животі, діарея; із невідомою частотою кандидоз ротової порожнини, псевдомембранозний коліт.
- З боку нервової системи — часто (1—10%) головний біль; рідко (0,01—0,1%) судоми; із невідомою частотою парестезії.
- Зміни в лабораторних аналізах — часто (1—10%) тромбоцитоз, підвищення рівня активності амінотрансфераз, лужної фосфатази і лактатдегідрогенази в крові; нечасто (0,1—1%) еозинофілія, тромбоцитопенія, підвищення рівня білірубіну в крові; із невідомою частотою лейкопенія, нейтропенія, агранулоцитоз, гемолітична анемія.
- Місцеві реакції —часто (1—10%) болючість в місці введення та флебіти.

За матеріалами, які були отримані у III фазі клінічних досліджень[коли?] меропенему, встановлено[хто?], що найчастішими побічними ефектами препарату є діарея (до 4,3% у різних дослідженнях), шкірні висипання (2,3%), нудота і блювання (до 3,6%), свербіж шкіри (до 1,2%) та боючість у місці ін'єкції (1,1%); частота побічних ефектів, при яких хворі були вимушені припинити застосовувати меропенем, складала від 1,4 до 2,7%. Серед змін у лабораторних аналізах найчастіше спостерігалися підвищення рівня активності АЛТ (у 6% випадків) та АСТ (у 5,6% випадків), тромбоцитоз (2,4% випадків) та еозинофілія (1,2% випадків).

## Протипокази
Меропенем протипоказаний при підвищеній чутливості до β-лактамних антибіотиків, в дитячому віці до 3-х місяців. З обережністю застосовують при вагітності та годуванні грудьми.

## Форми випуску
Меропенем випускається у вигляді порошку в флаконах для ін'єкцій по 0,5 і 1,0 г.

## Синоніми

### Торговельні назви
| Країна        | Назва                 | Виробник                     |
| ------------- | --------------------- | ---------------------------- |
| Індія         | Inzapenum             | Dream India                  |
|               |                       | Aurobindo Pharma             |
|               | Penmer                | Biocon                       |
|               | Meronir               | Nirlife                      |
|               | Merowin               | Strides Acrolab              |
|               | Aktimer               | Aktimas Biopharmaceuticals   |
|               | Neopenem              | Neomed                       |
|               | Mexopen               | Samarth life sciences        |
|               | Meropenia             | SYZA Health Sciences LLP     |
|               | Ivpenem               | Medicorp Pharmaceuticals     |
|               | Merofit               |                              |
|               | Lykapiper             | Lyka Labs                    |
|               | Winmero               | Parabolic Drugs              |
| Бангладеш     | Meroject              | Eskayef Pharmaceuticals Ltd. |
|               | Merocon               | Beacon Pharmaceuticals       |
| Індонезія     | Merofen               | Kalbe                        |
| Бразилія      | Zylpen                | Aspen Pharma                 |
| Японія, Корея | Meropen               |                              |
| Австралія     | Merem                 |                              |
| Тайвань       | Mepem                 |                              |
| Німеччина     | Meronem               |                              |
| Нігерія       | Zironem               | Lyn-Edge Pharmaceuticals     |
| Україна       | Меропенем             | Лекхім-Харків                |
|               | Панлактам (Panlaktam) | «Дарниця»                    |
|               | Мепенам               | Київмедпрепарат              |
|               | Меробоцид             | Борщагівський ХФЗ            |
| США           | Meronem               | AstraZeneca                  |
| …             | Merosan               | Sanbe Farma                  |
|               | Merobat               | Interbat                     |
|               | Zwipen                |                              |
|               | Carbonem              |                              |
|               | Ronem                 | Opsonin Pharma, BD           |
|               | Neopenem              |                              |
|               | Merocon               | Continental                  |
|               | Carnem                | Laderly Biotech              |
|               | Penro                 | Bosch                        |
|               | Meroza                | German Remedies              |
|               | Merotrol              | Lupin)                       |
|               | Meromer               | Orchid Chemicals             |
|               | Mepenox               | BioChimico                   |
|               | Meromax               | Eurofarma                    |
|               | Ropen                 | Macter                       |
|               | mirage                | adwic                        |
|               | Meropex               | Apex Pharma Ltd.             |
|               | Merostarkyl           | Hefny Pharma Group           |